# Tyghus

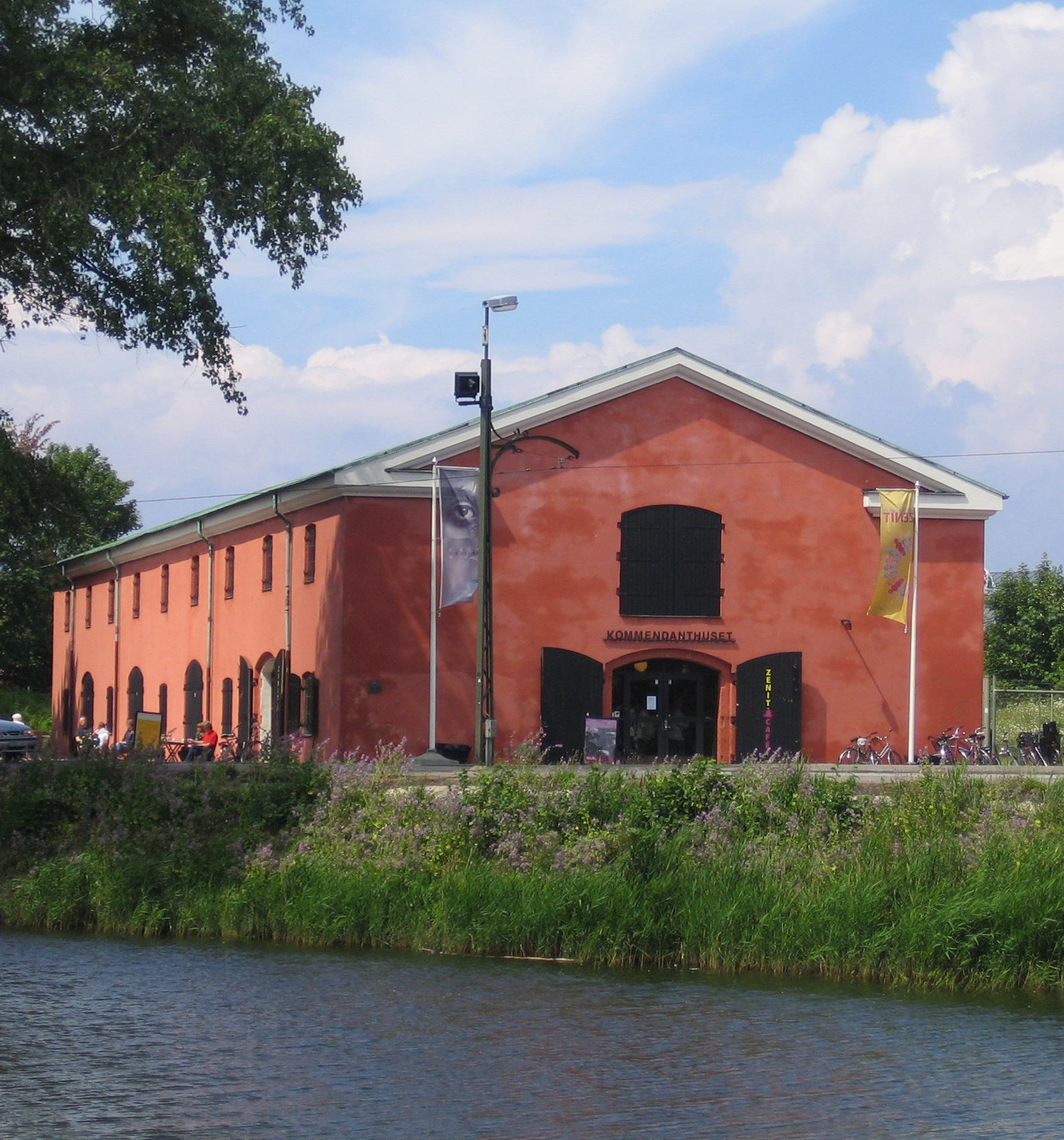
Kommendanthuset i Malmö var ursprungligen tyghus.

Tyghus betydde ursprungligen förvaringsutrymme för artilleripjäser. Senare breddades betydelsen till byggnad för förvaring av artillerimateriel och vapen. Namnet kommer av den gamla betydelsen av tyg, nämligen redskap (jämför verktyg, otyg, tygel) eller krigsmateriel.
Trots att soldaters uniformer och andra klädespersedlar, tält och annan utrustning är tillverkat av tyg (ett material, inte materiel), klassas detta inte som tygmateriel, utan kallas intendenturmateriel.